# Sant Auban d'Ausa
Sant Auban d'Auza (en francès Saint-Auban-d'Oze) és un municipi francès situat al departament dels Alts Alps i a la regió de Provença – Alps – Costa Blava.

## Demografia
| 1841                                       | 1962 | 1968 | 1975 | 1982 | 1990 | 1999 | 2006 | 2015 |
| ------------------------------------------ | ---- | ---- | ---- | ---- | ---- | ---- | ---- | ---- |
| 201                                        | 57   | 52   | 40   | 59   | 64   | 67   | 67   | 84   |
| Des de 1962: població sense dobles comptes |      |      |      |      |      |      |      |      |

## Administració
| Període            | Identitat           | Partit |
| ------------------ | ------------------- | ------ |
| abans de 1995-2014 | Jean-Claude Salles  |        |
| 2014-              | Jean-Marie Gueyraud |        |